# Eutrixopsis conica
Eutrixopsis conica là một loài ruồi trong họ Tachinidae.